# Wagner Montes
Wagner Montes de Santos (Duque de Caxias, 18 de julio de 1954-Río de Janeiro, 26 de enero de 2019) fue un abogado, periodista, jurado y presentador de radio y televisión y político brasileño afiliado al PRB. Era diputado estatal de Río de Janeiro y fue presidente en ejercicio de la Alerj. Desde 2003 presentaba los programas periodísticos populares de la RecordTV Río.

## Biografía

### Carrera televisiva
Formado en derecho por la Universidad Gamma Hijo, comenzó su carrera en la red Tupi, primero como reportero policial en la Super Radio Tupi de Río de Janeiro, en 1974 y después, en 1979, como presentador del programa Aquí y Ahora de la TELE Tupi. En 1981, después de rápida carrera en el cine (hizo La Muerte Transparente, en 1978 y La Pantera Desnuda, en 1979), fue contratado por Silvio Santos para trabajar en la TVS, emisora que estaba inaugurando (más tarde cambiaría el nombre para SBT), donde permaneció por diecisiete años.
En el SBT participó de programas como El Pueblo en la TELE, Periódico Policial, Club de los Artistas, Musicamp y Musidisc, además de haber sido jurado del Show de Calouros. En 5 de noviembre de 1981, sufrió un accidente de triciclo en la Zona Sur carioca y necesitó amputar la pierna derecha. También ya fue cantante y grabó cuatro discos. Una de sus canciones más famosas fue Me Use, Abuse y Lambuze. Pero según él aún decía, cantaba muy apenas y después abandonó la música. Enamoró a miss Catia Pedrosa, con quien tuvo un hijo, el político Wagner Montes. Se casó con la actriz Sônia Lima en 1987, con quien tuvo su segundo hijo, el actor Diego Montez.
También trabajó en las radios Record y América en São Paulo, y en el Titular, en Río de Janeiro. En junio de 1997 fue contratado por la CNT, donde comandó los programas 190 Urgente, En la Boca del Pueblo y Encima del Hecho. En la misma emisora, por algún tiempo, comandó el Programa Wagner Montes. En la CNT lanzó aún el programa Nuevos Talentos, que iba al aire todo sábado, dando oportunidad a nuevos artistas.
En 2003 fue para la TELE Record. Presentó los programas periodísticos locales Verdad del Pueblo, Ciudad Alerta Río, RJ en el Aire y, finalmente, el Balance General - siendo el primero apresentador de la versión carioca, antes del informativo hacerse una marca nacional de la Red Record, con versiones en la mayoría de los estados del país. En el mando del Balance, Wagner dejó a Record de Río de Janeiro en el liderazgo de audiencia en la hora del almuerzo, obligando los concurrentes, inclusive la TELE Globo, a cambiar el tono de la cobertura periodística local; antes fría, pasó a ser más popular.
En las elecciones de 2006, se alejó de la televisión para concursar a una silla en la Asamblea Legislativa del Estado de Río de Janeiro. Después de la elección, volvió al Balance General local. En febrero de 2007 inauguró su columna semanal Escraaaacha!, publicada a los viernes en el Periódico carioca <i id="mwTw">Media-Hora.</i> El nombre de la columna hace referencia al bordão que popularizou en la TELE y en el radio. A partir de 14 de septiembre de 2008 su columna fue rebautizada "Balance General" y pasó a ser publicada en las ediciones de lunes, miércoles y viernes del mismo periódico.
En marzo de 2015, Montes deja el Balance General RJ y asume lo Ciudad Alerta RJ. Luego los primeros meses elevó la audiencia de la emisora en el horario. En diciembre de 2015, el presentador fue alejado del programa por problemas de salud, por no haber seguido las orientaciones médicas de reposo tras una cirugía de implante dentário. En mayo de 2016, retornó al mando del Ciudad Alerta RJ.
En 2017, comenzó a presentar problemas de salud debido a su exceso de peso. Llegó a presentar lo Ciudad Alerta sentado e ingresarse para tratamiento. Más una vez, fue ingresado y, en julio de 2017, recibió alta después de 39 días de internado, pasando a presentar el <i id="mwWQ">Balance General RJ Mañana</i>

### Carrera política
En 1990, se candidató a diputado provincial por el PTB, recibiendo 11 041 votos, aunque no haya sido elegido, asumió una vacante de suplente, a finales del mandato, su nombre fue citado en una lista de donaciones del bicheiro Castor de Andrade, algo que él negó.
En las elecciones de 2006, se alejó de la televisión para concursar a una silla en la Asamblea Legislativa del Estado de Río de Janeiro. Fue el tercer diputado provincial más votado en el estado de Río de Janeiro y el más votado en el subtítulo del PDT, con más de cien mil votos. En las elecciones de 2010, se reeligió a la Alerj, por el PDT, con la expresiva votación de 528 628 votos, habiendo sido el candidato más votado aquel año. En las elecciones de 2014, se reeligió a la Alerj, por el PSD, para el mandato 2015–2019, con la expresiva votación de 208 814 votos, habiendo sido el segundo candidato más votado aquel año.
En abril de 2015, votó a favor del nombramiento de Domingos Brazão para el Tribunal de Cuentas del Estado de Río de Janeiro, nombramiento que fue muy criticada en la época. En marzo de 2016, anunció su filiação al PRB.
En 2017, comenzó a presentar problemas de salud debido a su exceso de peso. Enfrentó problemas vasculares, llegando a ser visto en las sesiones de la Alerj sentado en una silla de ruedas. Más una vez, fue ingresado y, en julio de 2017, recibió alta después de 39 días de internado.
En la ALERJ, en febrero de 2017, votó contra la privatización de la CEDAE propuesta por el gobernador Luiz Fernando Pezão y sus aliados. A pesar de su voto contrario, la propuesta acabó siendo aprobada por la mayoría de los diputados presentes. En noviembre de 2017 Wagner Montes se hizo presidente en ejercicio de la ALERJ, después de la prisión del diputado Jorge Picciani. El primer desgaste de Wagner Montes con aliados de Picciani ocurrió cuando él votó a favor de la permanencia de la prisión de los diputados Jorge Picciani, Paulo Melo y Edson Albertassi y aún, como presidente en ejercicio de la ALERJ, no firmó el comunicado en que la Asamblea notificaba el Tribunal Regional Federal, de la 2.ª Región (TRF-2), sobre la soltura de los tres diputados después de votación realizada en sus dependencias. Según el periódico El Globo, Wagner Montes pretendía deliberar sobre una agenda positiva para la Asamblea. En las elecciones de 2018, fue candidato a diputado federal por el PRB, habiendo sido elegido con 65 868 votos.

### Muerte
Wagner Montes murió a los 64 años en Río de Janeiro, en la mañana de 26 de enero de 2019, luego de dos días de internado para el tratamiento de una infección urinaria. En noviembre de 2018 había sufrido un infarto, teniendo se recuperado.